# Budapest Pride

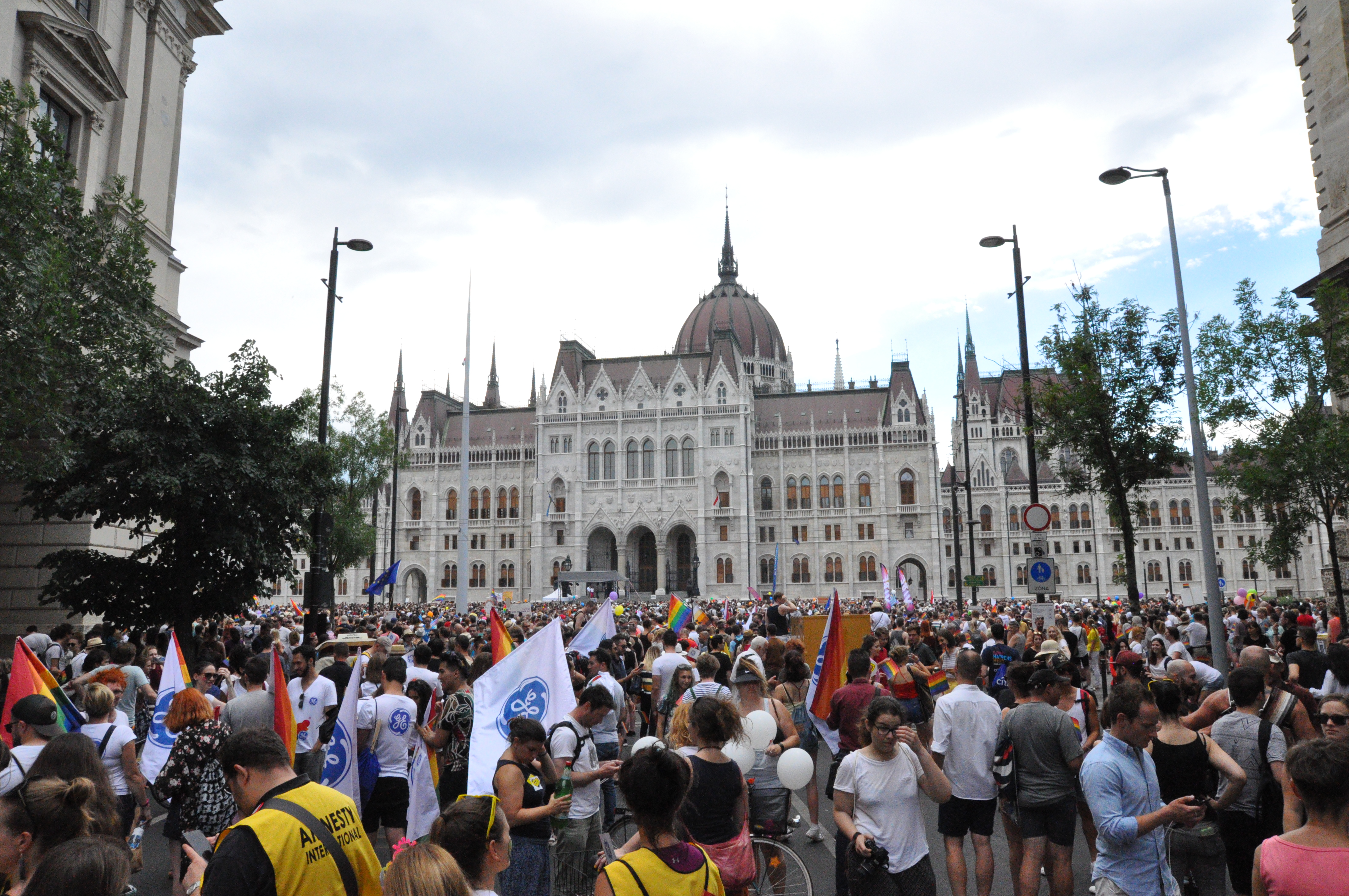
Budapest Pride en 2017.

Budapest Pride (en hongrois Budapest Pride Közösségi Fesztivál, anciennement Leszbikus, Meleg, Biszexuális, Transznemű és Queer Film- és Kulturális Fesztivál) est le plus grand événement LGBT annuel en Hongrie. La marche des fiertés est l'événement le plus visible du festival qui dure une semaine. La marche se tient tous les ans depuis 1997, en règle générale le premier samedi de juillet, et emprunte l'avenue Andrássy út à Budapest.
En 2017, alors que le gouvernement de Viktor Orbán témoigne d'une homophobie toujours plus virulente, le discours d'ouverture de la metteuse en scène Kriszta Székely est largement relayé par la presse locale.
Des manifestants d'extrême droite et des vandales ont perturbé les marches de 2007 et 2008, rendant incertaine la pérennité de la marche. En 2021, une organisatrice a reçu le Generation Change Award lors des MTV Europe Music Awards 2021. 
Le gouvernement de Viktor Orbán parvient en mars 2025 à faire voter l'interdiction de la marche des fiertés. Soutenue par le maire de Budapest Gergely Karácsony, celle-ci s'est cependant déroulée, obtenant un record d'affluence avec une estimation de 200 000 participants. 

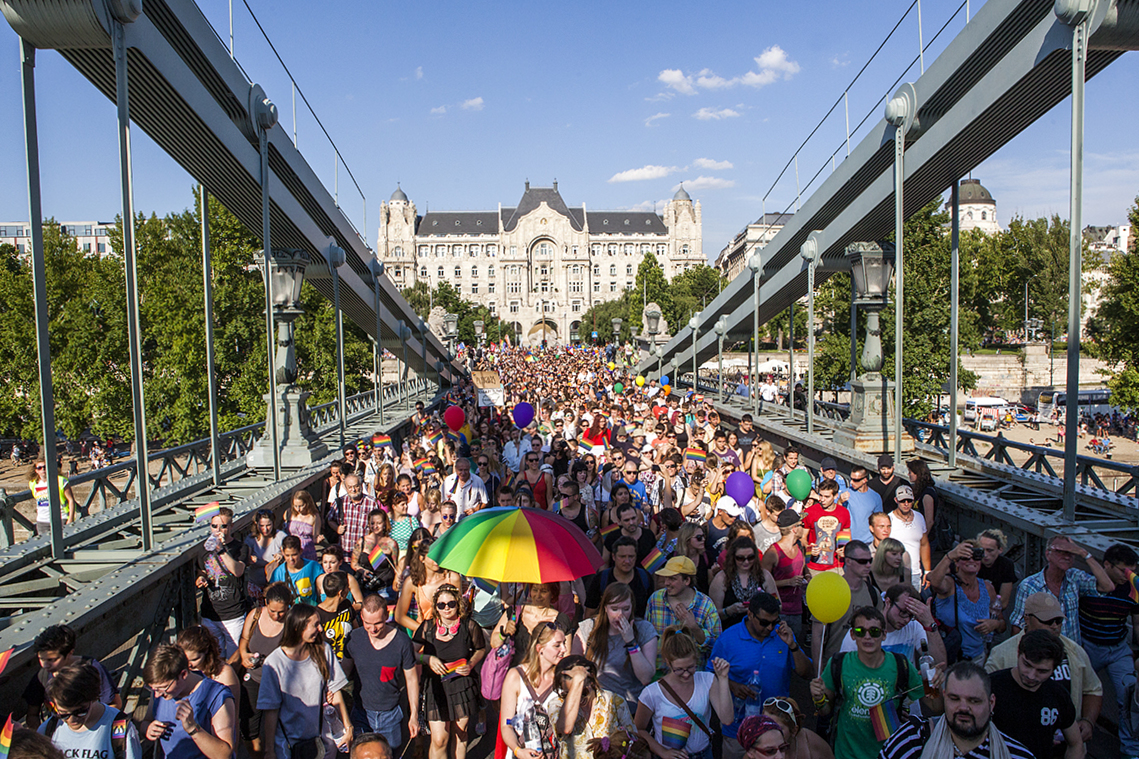
Budapest Pride en 2015.

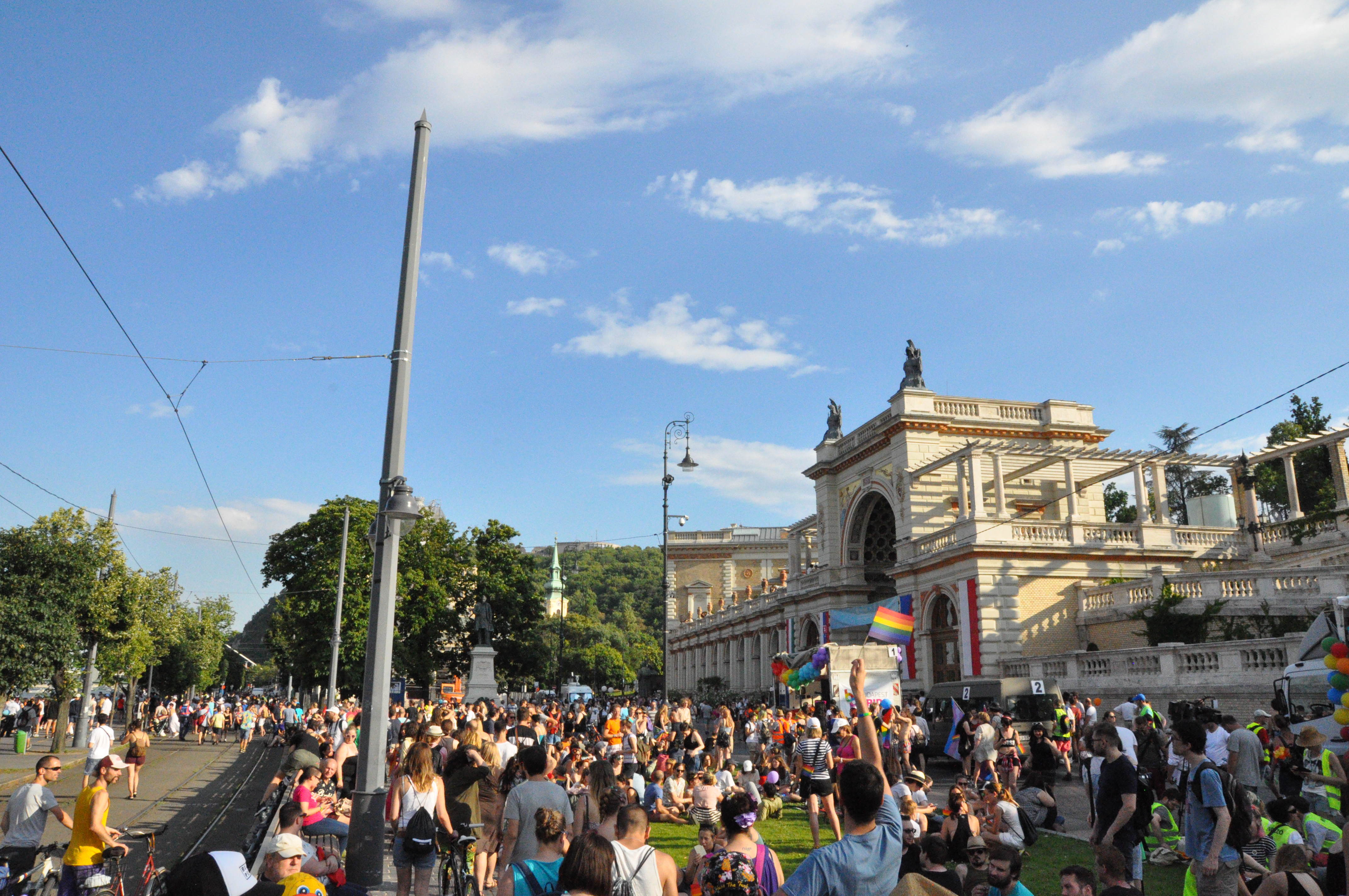
Budapest Pride en 2017.

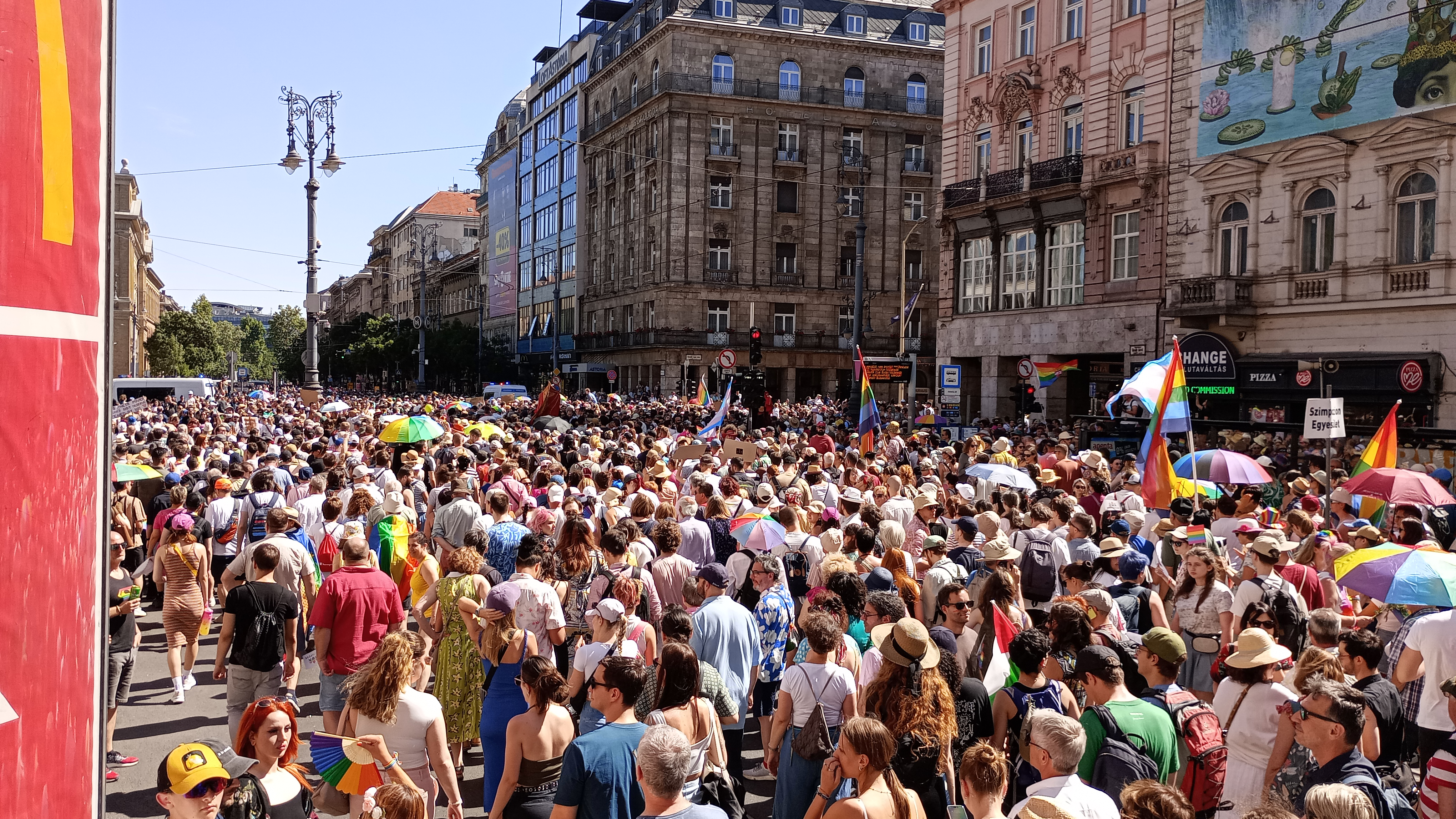
Budapest Pride en 2025.